# Cassephyra penumbrata
Cassephyra penumbrata är en fjärilsart som beskrevs av W. Warren 1907. Cassephyra penumbrata ingår i släktet Cassephyra och familjen mätare. Inga underarter finns listade i Catalogue of Life.